# 諾維戰役 (1799年)
諾維戰役（法語：Bataille de Novi）發生於1799年8月15日，是法国大革命战争第二次反法同盟期間的一場戰役。亚历山大·苏沃洛夫元帥指揮的俄奧聯軍在此役擊敗巴泰勒米·儒貝爾與讓·維克托·莫羅領軍的法軍，迫使後者向後撤退。
1799年，俄奧聯軍橫掃波河流域，奪回1796年為拿破崙所佔領之地。法軍在馬尼亞諾、卡薩諾及特雷比亞河諸戰役中被擊敗，隨後，法軍與附庸國軍隊退入熱那亞及利古里亞共和國。法國政府任命儒貝爾接掌重整後的「義大利軍團」，並命其發動攻勢。遂法軍越過山脊，於8月14日集結於诺维利古雷高地。然而，儒貝爾驚訝地發現，敵軍主力近在咫尺。翌晨，保羅·克賴率奧軍向法軍左翼發起猛攻，戰鬥遂告展開。稍作遲滯後，蘇沃洛夫投入一支俄軍攻擊法軍中央，並命米夏埃爾·梅拉斯率奧軍攻擊法軍右翼。克賴所部損失慘重，然至黃昏時，法軍已敗局已定，其對義大利里维埃拉的控制亦嚴重受挫。由於地形不利，雙方騎兵幾無用武之地，僅於戰後為聯軍追擊所用。然而，聯軍統帥隨後卻自毀戰略優勢，將蘇沃洛夫的俄軍調往瑞士，導致马塞纳將軍抓住其戰略失誤，於蘇黎世戰役擊敗俄軍，控制瑞士。

## 註腳
1. 1 2  Duffy (1999), pp. 137, 138
2. 1 2  Chandler (1979), p. 318